# A Água da Vida
'A Água da Vida' (em alemão: Das Wasser des Lebens) é um conto de fadas recolhido pelos Irmãos Grimm, sob o número 97 . Ele está posto no Sistema de classificação de Aarne-Thompson, sob o número 551 . John Francis Campbell observou  um paralelo com o conto de fadas escocês “The Bear Brown of the Glen Green” (O Urso Marrom do Vale Verde).

## História
Um velho rei estava morrendo, e seus três filhos estavam chorando no jardim do palácio, quando um velho lhes perguntou a razão. Então, os filhos contaram ao velho o motivo de seu chorro e o ancião disse-lhes então que a água da vida poderia salvar seu pai. Os filhos mais velhos pensaram então em encontrar a água da vida para se tornarem herdeiros do trono, enquanto o caçula pensava apenas na saúde de seu velho pai. Cada um, por sua vez, saiu em busca da água. Os dois mais velhos, na esperança de serem os herdeiros partiram e, no caminho, foram rudes com um anão, que então os fez cair em uma ravina. Quando o filho mais novo passou, o anão perguntou onde ele ia e o que iria fazer, e ele, atenciosamente lhe contou. O anão disse-lhe então para ir a um certo castelo, e deu-lhe uma barra de ferro para abrir as portas e dois pães para alimentar os leões que vigiavam o pátio interno, onde ele tinha que pegar a água da vida antes que o relógio batesse meia-noite, quando as portas se fechariam novamente.
Ele então, chegando ao castelo, abriu a porta com a barra de ferro e alimentou os leões com o pão. Então, ele adentrou noutra sala onde estavam dormindo os príncipes, de quem ele tirou os anéis de seus dedos. A seguir, pegou um pouco de pão e a espada que estava sobre a mesa. Ele continuou seguindo e encontrou uma linda princesa, a qual beijou e libertou de um encantamento. Ela muito agradecida, prometeu se casar com ele, desde que ele voltasse dentro de um ano. A princesa disse também onde a fonte se encontrava e então o príncipe continuou mas, como já estava muito cansado, viu uma cama e deitou-se para dormir. Quando acordou, o relógio batia um quarto para a meia-noite. Ele então saltou rapidamente, pegou a água da vida e fugiu, com o portão fechando e pegando o calcanhar da sua bota.  Na volta, ele se encontrou com o anão que lhe disse que a espada podia atingir exércitos inteiros, e o pão nunca se esgotaria. Também, contou o que aconteceu com seus irmãos, e à sua súplica, os libertou. Os três irmãos chegaram a um reino atormentado com a guerra e a fome, e o príncipe então, matou todos os inimigos com a espada e alimentou o povo com o pão. Então seguiram para mais dois reinos na mesma situação, e eles fizeram o mesmo. Depois de muito lutarem, pegaram um navio para atravessar o mar e voltar para casa.
Os irmãos mais velhos roubaram a água da vida do irmão caçula e encheram a garrafa com água do mar, que na volta ao lar, foi oferecida ao pai. O rei ficou enojado com a água do mar e os irmãos mais velhos acusaram o caçula de tentar envenenar o pai. O rei então decidiu castigar seu filho mais novo, mandando matá-lo em segredo. Ele enviou um caçador com o filho para a floresta, mas o caçador contou tudo ao príncipe que fugiu. Muitos tesouros chegaram, vindos dos três reinos salvos pelo príncipe caçula e o rei investigou sobre sua culpa e lamentou seu filho estar morto. O caçador confessou então que não tinha matado o príncipe e assim o rei emitiu uma proclamação de que o filho poderia voltar livremente. Enquanto isso em outro reino, a princesa que havia sido libertado do encantamento tinha mandado fazer uma estrada pavimentada de ouro para o jovem príncipe e disse aos guardas que não deixassem passar ninguém que não conseguisse andar em linha reta naquela estrada. O irmão mais velho foi para o palácio e, ao ver a estrada de ouro, achou-a muito bonita e considerou que seria um pecado cavalgar ali. Deixando, portanto, seu cavalo ao lado do caminho e seguiu a pé pelo lado da estrada. Os guardas então, não o deixaram entrar. O segundo irmão correu então pelo outro lado da estrada, mas os guardas não o deixaram entrar também. O terceiro irmão veio da floresta até o palácio e seguiu pela estrada de ouro, mas não enxergou todo aquele tesouro porque ele só pensava na sua amada. Quando chegou ao castelo, a porta se abriu. A filha do rei ficou feliz e o casamento foi celebrado. Ela então contou ao príncipe que seu pai o perdoara e que tinha o chamado de volta. O príncipe então contou ao pai sobre as ações de seus irmãos mais velhos. O velho rei, querendo punir os filhos mais velhos os exilou do reino.